# Kertész
Kertész [ˈkɛrteːs] ist ein Familienname.

## Herkunft und Bedeutung
Kertész ist ein ursprünglich berufsbezogener ungarischer Familienname mit der Bedeutung „Gärtner“, abgeleitet von dem ungarischen kert für „Garten“, analog dem deutschen Familiennamen Gärtner.

## Namensträger
- Adolf Kertész (1892–1920), ungarischer Fußballspieler
- Ákos Kertész (1932–2022), ungarischer Schriftsteller, Dramaturg und Drehbuchautor
- Alíz Kertész (* 1935), ungarische Turnerin
- Andor Kertész (1929–1974), ungarischer Mathematiker
- André Kertész (1894–1985), ungarischer Fotograf
- Arne Kertész (* 1997), deutscher Schauspieler
- Daniella Kertesz (* 1989), israelische Schauspielerin
- Géza Kertész (1894–1945), ungarischer Fußballspieler und -trainer
- Gyula Kertész (Fußballspieler) (auch Julius Kertész; 1888–1982), ungarischer Fußballspieler
- Gyula Kertész (Regisseur) (1931–1991), ungarischer Opernregisseur
- Imre Kertész (1929–2016), ungarischer Schriftsteller
- István Kertész (1929–1973), ungarischer Dirigent
- József Kertész (* 1940), ungarischer Eishockeyspieler
- Mihály Kertész, Geburtsname von Michael Curtiz, ungarischer Regisseur
- Vilmos Kertész (1890–1962), ungarischer Fußballspieler

## Familienname Kertes
- Mihalj Kertes (1947–2022), serbischer Beamter und Politiker
- Susi Kertes (1914–1948), ungarische Theaterschauspielerin, die in der Schweiz wirkte